# BLS Re 485
Les Re 485 sont des locomotives électriques du BLS AG (Bern-Lötschberg-Simplon AG). Elles font partie de la famille des locomotives Bombardier TRAXX. Elles sont similaires aux Re 482 des CFF.
Selon la numérotation UIC, les 485 portent l'immatriculation  
91 85 4485 001 à 020 CH-BLSC.
Notes et références